# Cy5-Succinimidylester
Cy5-Succinimidylester (Cy5-NHS-Ester) ist ein Fluoreszenzfarbstoff aus der Gruppe der Cyanine. Er wird zur Fluoreszenzmarkierung von Nukleinsäuren und Proteinen verwendet. Als Succinimidylester von Cy5 reagiert es bereitwillig mit Aminogruppen. Unter dem Namen sind verschiedene Derivate im Handel.